# ساروف‌لو
ساروف‌لو (به لاتین: Sarovlu) یک منطقه مسکونی در جمهوری آذربایجان است که در شهرستان گران‌بوی واقع شده است.